# البطولات الأسترالاسية 1920 (كرة مضرب)
هنا قائمة بالبطولات الأسترالاسية لكرة المضرب, المعروفة الآن باسم أستراليا المفتوحة لسنة 1920:

## فردي رجال
بات أوهارا وود هزم رون توماس 6-3 4-6 6-8 6-1 6-3